# Le Réveillon des Daleks
Le Réveillon des Daleks (Eve of the Daleks) est un épisode spécial faisant partie d'une série d'épisodes spéciaux diffusés durant l'année 2022 de la seconde série télévisée britannique Doctor Who. Il a été diffusé le 1er janvier 2022 sur BBC One et voit le retour des Daleks.

## Distribution
- Jodie Whittaker - Treizième Docteur
- Mandip Gill – Yasmin Khan
- John Bishop – Dan Lewis
- Aisling Bea – Sarah
- Adjani Salmon – Nick
- Pauline McLynn – Mary
- Jonny Dixon – Karl

## Synopsis
Peu avant minuit, le soir du réveillon du Nouvel An, Nick se présente dans un garde-meuble à Manchester détenu et dirigé par Sarah, pour qui il a un crush. Pendant ce temps, le Docteur tente de réinitialiser le TARDIS pour supprimer les dommages et anomalies causés par le Flux. Dans l'intention de passer du temps sur une plage, ils se retrouvent finalement dans l'entrepôt. À l'insu du Docteur, la réinitialisation du TARDIS déclenche une boucle temporelle.
Nick rencontre un Dalek qui l'extermine, la même chose arrive à Sarah ainsi qu'au Docteur, à Yaz et à Dan. Le temps se réinitialise, Sarah et Nick essayant tous les deux de sauver l'autre, mais échouant et mourant en revoyant le Dalek. Le Docteur se rend compte que chaque réinitialisation raccourcit la boucle temporelle d'une minute et spécule que la boucle s'effondrera à minuit. Les Daleks révèlent qu'ils ont détecté la signature énergétique du TARDIS et sont venus exécuter le Docteur pour ses actions dans Les Conquérants ayant en réalité été provoquées par les Sontariens. Le groupe du Docteur et les Daleks tentent d'apprendre des boucles précédentes afin d'anticiper les prochains mouvements de leurs ennemis. Pendant les boucles, Nick avoue revenir chaque année voir Sarah tandis que Dan fait remarquer au Docteur que Yaz a des sentiments pour elle.
Le groupe décide d'utiliser des feux d'artifice illégaux et des matières explosives stockés dans le garde-meuble par un autre employé, afin de créer un piège qui détruira le bâtiment en cas de tir. Pour empêcher les Daleks d'anticiper leurs mouvements, ils se comportent complètement différemment dans l'avant-dernière boucle, avant de mourir à nouveau. À la dernière minute avant minuit, ils préparent le piège, sur lequel ils laissent le téléphone portable de Sarah, avant de s'échapper par le sous-sol. Alertés en entendant la mère de Sarah appeler son téléphone, les Daleks tirent sur le piège et allument les feux d'artifice, ce qui fait exploser le garde-meuble et les Daleks.
Le TARDIS termine sa restructuration et le Docteur et ses compagnons partent à la recherche du trésor perdu du Flor de la Mar, tandis que Sarah et Nick décident de parcourir le monde ensemble.